# ピッツバーグ・ペンギンズ
ピッツバーグ・ペンギンズ（Pittsburgh Penguins）はアメリカ合衆国ペンシルベニア州ピッツバーグを本拠としている北米プロアイスホッケーリーグ(National Hockey League 略 NHL)チームである。

## 歴史
ピッツバーグ・ペンギンズの前身は、元AHLで1930年代に大変な成功を収めたフランチャイズチームの一つであり、1967年にNHLのチーム数が倍増された時に、エクスパンションチームの一つとしてNHLに加盟した。
このときの新規加盟チームは、いわゆるオリジナルシックスチームの有力選手の獲得を禁じられるという制約を受けており、ベテランとなっていた前ニューヨーク・レンジャースのスター選手アンディ・バスゲイトや前ボストン・ブルーインズで鉄壁のディフェンスを誇ったレオ・ボアヴァン (Leo Boivin) らを除くと、チーム創成期のメンバーはマイナー・ホッケーチームからの昇格選手がほとんどであった。初年度の西部地区での成績はトップに僅か6ポイント足りない2位の好成績であったが、プレイオフ進出は逃した。
バスゲートは多くのゴールでチームを牽引したが、彼もボアヴァンとともに間もなく引退の時期を迎えた。右ウイングのケン・シンケル(Ken Schinkel)、キース・マクレアリー(Keith McCreary)、かき混ぜ屋のブライアン・ワトソン (Bryan Watson) 、ゴーリーのレス・ビンクリー(Les Binkley)といったまずまずの選手はたくさん在籍していたが、選手層は薄く、ペンギンズの初期における成績は、創設7年で5度もプレイオフ進出を逸するなど決して芳しいものではなかった。
1970年には、ペンギンズを悲劇が襲った。チームで第3位のゴール数を記録したルーキーのセンター Michel Briere が自動車事故で怪我をし、1年間の入院生活の後、帰らぬ人となったのである。
1970年代中盤の数年間、チームは、フォワードのシル・アップ･ジュニア(Syl Apps, Jr.)、ローウェル・マクドナルド(Lowell MacDonald)、Jean Pronovost 、Rick Kehoe 、ピエール・ラローシェ（Pierre Larouche）、ロン・ショック(Ron Schock)やディフェンスの ロン・スタックハウス(Ron Stackhouse)、デイブ・ブロウズ(Dave Burrows)らを擁し、高い攻撃力で鳴らしたが、それもディフェンス力の不足、ゴーリーのまずさによって相殺されてしまい、プレイオフにおいて好成績を残すことができなかった。
1980年代初期のチームには、Rick Kehoe の他、スター・ディフェンスのランディ・カーライル（Randy Carlyle）、得点能力に優れたポール・ガードナー(Paul Gardner)、マイク・ブラード(Mike Bullard)らが所属していた。1983年、1984年とチームは、リーグ最下位で終わるが、1984年シーズンオフに、後にNHLでも屈指の名プレイヤーと賞賛される神童マリオ・ルミューをドラフトで指名した。
その後4年間は依然プレイオフ進出を逃し続けるが、1988-1989シーズンにはルミューがリーグ得点王となり、また、チームはルミューの力を生かすためにスーパースターでディフェンスのポール・コフィー (Paul Coffey) をエドモントン・オイラーズから獲得したほか、控えにボブ・エリー (Bob Errey) 、また得点力に優れたケヴィン・スティーブンス (Kevin Stevens) 、ロブ・ブラウン (Rob Brown) 、ジョン・カレン（John Cullen）を相次いで補強した。このため、チームはプレイオフに進出し第2ラウンドまで勝ち上がった（フィラデルフィア・フライヤーズに敗退）。
1990-1991シーズン、ペンギンズは頂点に立つ。ドラフトではチェコの人気右ウイングヤロミール・ヤーガー (Jaromir Jagr) を獲得し、1990年代を通じてヤーガーとルミューのコンビはリーグ屈指の得点力のあるフォワードとして恐れられた。スティーブンス及びコフィーに新進のマーク・レッキ（Mark Recchi）、スターセンターのロン・フランシス（Ron Francis）（ハートフォード・ホエーラーズとの大型トレードで獲得）、ゴーリーのトム・バラッソ（Tom Barasso）を加えたペンギンズはリーグ最強チームとなり、スタンレー・カップ決勝でミネソタ・ノーススターズを下し優勝を決めた。この、翌シーズンには、コーチのボブ・ジョンソン(Bob Johnson)を癌で失うが、スコッティ・ボウマン(Scotty Bowman)がその任を引き継いだ。伝説に彩られたボウマンの指揮の下、チームはスタンレー・カップ連覇を成し遂げた。
1993年、再び癌がチームに不吉な陰を投げかけた。ジョンソンの死による動揺だけにとどまらず、マリオ・ルミューがホジキン病 (Hodgkin's disease) と診断されたのである。
ルミューは診断から僅か2ヶ月でリンク上にカムバックを果し、当時リーグ全体に大きな感動を呼んだ。チームはこのような幾多の試練にもめげず、56勝21敗7引き分けの記録を残し、リーグ最高ポイントを上げたチームに授与される会長賞 (Presidents' Trophy) を受賞した（チーム史上初。2005年現在）。レギュラーシーズンではこのような好成績を残したが、プレイオフでは第2ラウンドでニューヨーク・アイランダーズに敗北した。
1990年代の残りも、ペンギンズは相手チームからは脅威の的として見られていたが、それは高くついた。選手に高額の年俸を支払い続けたため、チームは破産寸前まで追い詰められた。ルミュー（1997年に引退）は、破産事件で係争中であったチームを引き継いで、自身の現役時代の年俸やその他主要債権者から多額の債務繰延べを受けて、なんとか、オレゴン州ポートランドへのフランチャイズ移転を退けた。  
金銭の力は恐ろしいもので、将来を嘱望された若手ゴーリーのパトリック・ラリーム（Patrick Lalime）は、わずか1シーズンでチームを去り、翌年にはオタワ・セネターズのスター選手となった。2000年後半にチームのオーナーであり、すでに殿堂入りしていたルミューが現役復帰を果したことは、ホッケー界を大いに驚かせ、彼はペンギンズを2001年 のプレイオフ進出に導く（イースタン・カンファレンス決勝でニュージャージー・デビルスに敗北）。ペンギンズは更なる経費節減を迫られた。2001年の夏には、ヤーガーをワシントン・キャピタルズに捨て値でトレード放出という苦渋の選択をした。ヤーガーを失ったことの意味はペンギンズにとって大きく、2002年には、12年ぶりにプレイオフ進出を逃した。また、この翌年には、ファンから愛されたアレクセイ・コヴァレフ（Alexei Kovalev）さえ放出し、リンク内外でチームは大きく揺れた。
2003年は、NHLの全ドラフト指名選手中第1位でマルク＝アンドレ・フルーリー
（Marc-Andre Fleury）を獲得し、ヘッドコーチには、エディー・オルチック（Eddie Olczyk）（元ペンギンズ選手、解説者）を起用し、チーム再建の年と期待された。経費節減によって、フルーリーとの契約はかなり困難なものであった。しかし、フルーリーは期待通り優れたゴーリーとしての活躍を見せ、チームの成績はNHLでも最低と振るわなかったが、フルーリーはリーグ屈指の選手達の強烈なシュートを幾度となく止めた。しかし、シーズン序盤でルミューは臀部を負傷し、その数ヵ月後に回復を待つため残り試合を欠場することになるなど、ペンギンズはトラブルが続いた。
その後マルティン・ストラカ（Martin Straka）をロサンゼルス・キングスでトレードで移籍させ、また、フルーリーも契約における金銭面での折り合いの悪さからジュニアチームでの出場を余儀なくされている。
2004年の夏には、ペンギンズはフォワードのアレクセイ・モロゾフ（Aleksey Morozov）を失うが、これは、ロックアウトに伴い彼がロシアリーグでプレイすることを決断したためである。しかし、チームはファンの人気が非常に高いスター選手のマーク・レッキと再契約を果した。2004-2005シーズンのロックアウトにより、幾人かの選手はマイナーリーグAHLの関連チーム Wilkes-Barre Penguins でプレイするほか、アレクセイ・モロゾフや Lasse Pirjeta らは、欧州やロシアのリーグでその才能を磨いた。
2005年のドラフトでは、ウェイン・グレツキーやマリオ・ルミューの後継者と目されるシドニー・クロスビーを第1巡目第1位で指名した。
ドラフト後即デビューしたクロスビーは、アレキサンダー・オベチキンとの熾烈な新人王争いに敗れるが、翌年リーグ1位のポイントをあげたこともあり2001年以来、6年ぶりとなるプレーオフ進出を果たしたが、第1ステージで敗れた。
しかし、故障にもめげず77得点を挙げたクロスビーの活躍だけでなく、自身初の100得点を挙げたエブゲニ・マルキンの飛躍もあり、2007-2008年には地区優勝を果たす。プレーオフに2位シードで出場、そのまま決勝まで上り詰めたがデトロイト・レッドウィングスに2勝4敗で敗れ去った。
しかし、翌年、主力の流出でプレーオフ進出さえも懸念されたが、マルキンがリーグ1位の得点、クロスビーが2年ぶりに100得点を突破し、第4シードでプレーオフ出場。決勝ではレッドウィングスと25年ぶりとなる同一チームの2年連続対戦となり、今度はペンギンスが4勝3敗でスタンリー・カップを獲得、リベンジを果たした。

## スタンレーカップ戦績

### スタンレーカップ
1990-1991、1991-1992、2008-2009、2015-2016、2016-2017

### ウェールズ・トロフィー
1990-1991、1991-1992、2007-2008、2008-2009、2015-2016、2016-2017